# 波尔克雷斯
波尔克雷斯，是西班牙加泰罗尼亚赫罗纳省的一个市镇。总面积34平方公里，总人口3675人（2001年），人口密度108人/平方公里。